# 옥탸브리스코이레볼류치섬
옥탸브리스코이레볼류치섬(러시아어: остров Октябрьской Революции, 10월 혁명 섬이라는 뜻)은 세베르나야제믈랴 제도에서 가장 큰 섬이다.
이 섬은 면적이 대략 14,170 km2이고, 최고점은 965 m의 카르핀스키 산이다. 섬의 절반은 빙하로 덮여있고 해수면보다 낮다. 초목은 사막이나 툰드라에서 자란다. 이 섬은 1930년 ~ 1932년에 G.A. 우샤코프와 N.N. 우르반체프가 여행 중 발견했다.

## 같이 보기
- 러시아의 섬 목록